# 454
| [ Edytuj tabelę ] |                                    |
| Cesarz Bizancjum  | - 450 Marcjan 457                  |
| Król Franków      | - 447 Meroweusz 457                |
| Władca Guptów     | - 414 Kumaragupta 455              |
| Chan Hunów        | - 453 Ellak 454 - 454 Dengizek 469 |
| Władca Korei      | - 413 Changsu 491                  |
| Król Munsteru     | - 453 Óengus 489                   |
| Papież            | - 440 Leon I 461                   |
| Król Persji       | - 439 Jezdegerd II 457             |
| Cesarz Rzymu      | - 425 Walentynian III 455          |
| Król Wandalów     | - 428 Genzeryk 477                 |
| Król Wizygotów    | - 453 Teodoryk II 466              |

Rok 454 / CDLIV
stulecia: IV wiek ~
V wiek ~
VI wiek

lata: 444 «
449 «
450 «
451 «
452 «
453 «
454
» 455
» 456
» 457
» 458
» 459
» 464

## Wydarzenia
- 21 września – cesarz rzymski Walentynian III zamordował Flawiusza Aecjusza w czasie audiencji .
- Bitwa nad rzeką Nedao. Gepidowie i Ostrogoci pobili Hunów w bitwie nad dopływem Sawy Nedawą w Panonii, kładąc kres ich dominacji w Europie Środkowo-Wschodniej, umożliwiając tym samym osiedlanie się plemion słowiańskich na obszarze dzisiejszej Słowacji. Wynikiem bitwy było także utworzenie państwa Gepidów nad Dunajem w Panonii i Dacji.

## Zmarli
- 21 września – Aecjusz Flawiusz, rzymski dowódca (ur. 390).
- Dioskur I, patriarcha Aleksandrii.
- Ellak, kagan Hunów.
- Eutyches, archimandryta w Konstantynopolu.
- Quodvultdeus z Kartaginy, biskup.